# Lezáun
Lezáun (baskisch Lezaun) ist ein nordspanisches Dorf und eine Gemeinde (municipio) mit 247 Einwohnern (Stand: 2024) im Süden der Autonomen Gemeinschaft Navarra. 

## Lage und Klima
Lezáun liegt gut 32 km (Fahrtstrecke) westsüdwestlich von Pamplona bzw. ca. 55 km nordöstlich von Logroño in einer Höhe von ca. 825 m. Das Klima ist gemäßigt bis warm; Regen (ca. 792 mm/Jahr) fällt überwiegend im Winterhalbjahr.

## Bevölkerungsentwicklung
| Jahr      | 1970 | 1981 | 1991 | 2001 | 2011 | 2021 |
| Einwohner | 478  | 328  | 281  | 280  | 269  | 239  |

## Sehenswürdigkeiten

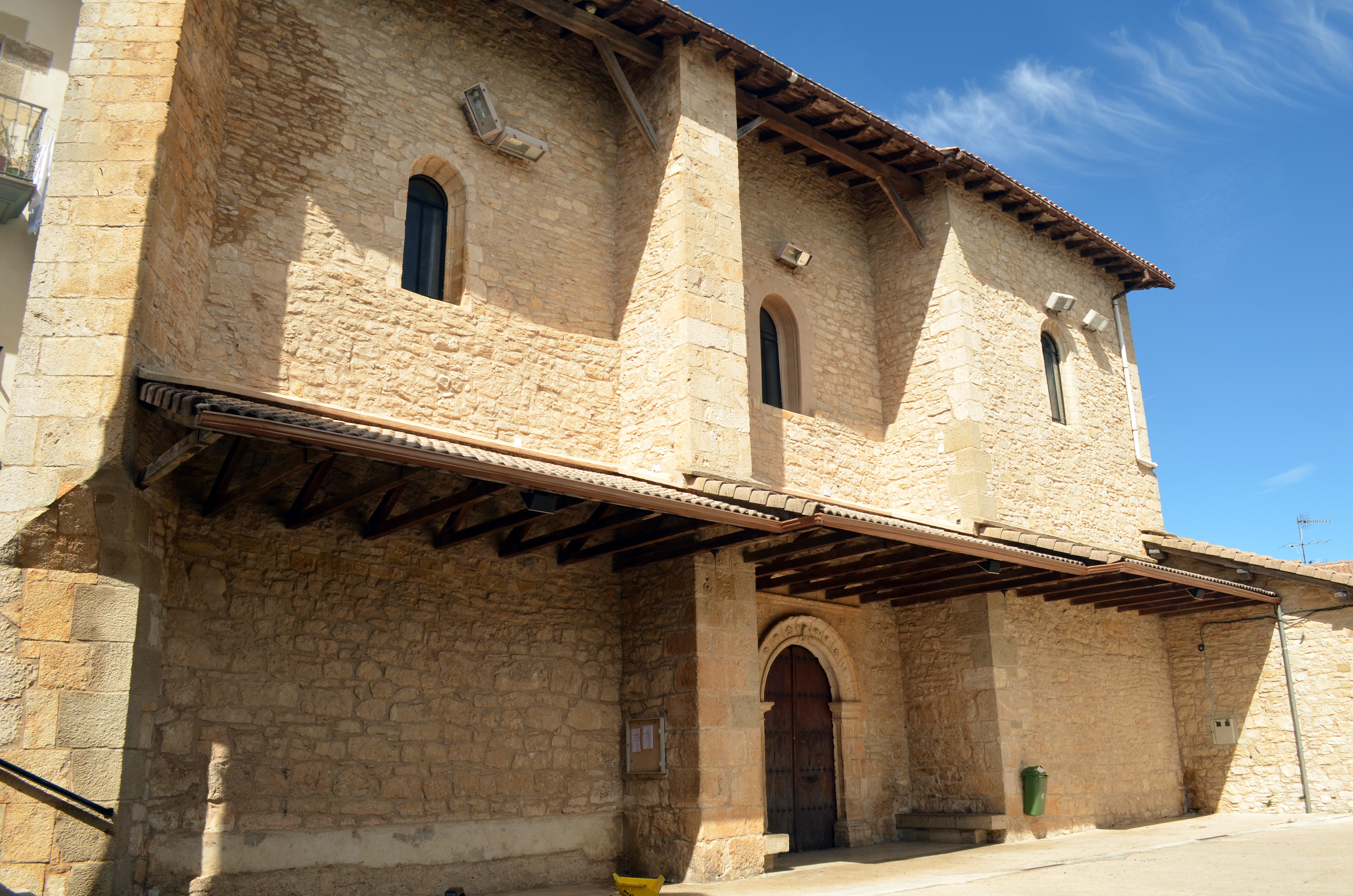
Peterskirche
- Christopheruskapelle
- Barbarakapelle
- Kapelle Mariä Schnee

- Peterskirche